# Moçambique (Schiff, 1949)
Die Moçambique war ein 1949 in Dienst gestelltes Passagierschiff der portugiesischen Companhia Nacional de Navegação, das für die Reederei fast 23 Jahre lang zwischen Lissabon, Angola und Mosambik im Einsatz stand. 1972 ging das Schiff zum Abbruch nach Taiwan.

## Geschichte
Die Moçambique entstand unter der Baunummer 1856 in der Werft von Swan Hunter in Newcastle upon Tyne und lief am 1. Dezember 1948 vom Stapel. Nach der Ablieferung an die Companhia Nacional de Navegação im Oktober 1949 nahm sie im selben Monat den Liniendienst von Lissabon nach Angola und Mosambik auf. Ihr Schwesterschiff war die 1948 in Dienst gestellte Angola, die jedoch in der Werft von Hawthorn, Leslie & Company entstand.
Die Moçambique blieb fast 23 Jahre im Liniendienst, ehe sie ausgemustert wurde und am 29. September 1972 in der Abwrackwerft von Jui Fa Iron & Steel Works in Kaohsiung zum Abbruch eintraf. Ihr ein Jahr älteres Schwesterschiff blieb noch zwei weitere Jahre im Dienst und ging anschließend ebenfalls zum Abwracken nach Taiwan.